# Spargania aurata
Spargania aurata là một loài bướm đêm trong họ Geometridae.